# A1 Hrvatska
A1 Hrvatska (kraće A1; bivši Vipnet ili Vip) prvi je privatni mobilni operater u Hrvatskoj, dio A1 Telekom Austria Grupe i strateški partner Vodafona.
A1 pruža niz telekomunikacijskih usluga za fizičke i pravne osobe, a neke od njih su govorne usluge, fiksne usluge za sve segmente korisnika te fiskalnu blagajnu, ICT, Cloud i VPN usluge za poslovne korisnike. Pozivni brojevi A1 mreže su 091 i 092 (Tomato). Na dan 1. listopada 2018. godine tadašnji Vipnet mijenja naziv u A1.

## Povijest
- 1999. – Početak tržišnoga rada[4]
- 1999. – Vipnet dobiva koncesiju nad GSM mrežom
- 1999. – Uvodi se usluga prepaid (račun na bonove)
- 2001. – Vipnet uvodi SMS parking (plaćanje parkiranja putem SMS poruke)
- 2002. – Vipnet uvodi MMS poruke
- 2006. – Osniva se brand Tomato
- 2008. – Vipnet uvodi fiksnu uslugu "Vodafone Homebox" i bežični usmjernik koji se mogao koristiti kao prepaid usluga (račun na bonove)
- 2009. – Uvodi se usluga Vip auto nadzor
- 2010. – Vipnet uvodi ADSL (usluge na parici) u svoju ponudu fiksnih usluga
- 2011. – Akvizicija B.neta
- 2012. – Završena izgradnja tehnološko-poslovnog kompleksa na Žitnjaku s podatkovnim centrom
- 2012. – 4G mreža započinje s radom
- 2015. – Akvizicija Amisa
- 2017. – Akvizicija Metroneta
- 2018. – Vipnet mijenja naziv u A1
- 2021. – Osnovana tvrtka A1 Towers za pasivnu mobilnu telekomunikacijsku infrastrukturu
- 2021. – 5G mreža započinje s radom[5]
- 2021. – Otvoren novi podatkovni centar u Zagrebu[6]

Izvor:

## Akvizicije
B.net Hrvatska d.o.o.
Potpisivanjem ugovora između članova uprave Vipneta i tvrtke Bewag, 8. lipnja 2011. godine izvršena je najveća akvizicija na tržištu telekomunikacija u Hrvatskoj. Tadašnji Vipnet je stekao stopostotni udio u vlasništvu B.neta za 93 milijuna eura nakon odobrenja Agencije za zaštitu tržišnog natjecanja. B.net je bio najveći pružatelj fiksne telefonije, širokopojasnog pristupa internetu i televizijske usluge putem kablelske infrastrukture na području Zagreba, Splita, Rijeke, Osijeka, Zadra i Velike Gorice s oko 105 000 korisnika, a osnovan je 2007. godine. Od 2011. do 2018. godine djelovao je kao samostalan brand u sklopu Vipneta, a nakon 2018. godine se pripaja A1 i samim time prestaje postojati.
Amis Telekom d.o.o.
Amis prelazi u vlasništvo tadašnjeg Vipneta 8. lipnja 2015. godine u akviziciji vrijednoj 12 milijuna eura čime je preuzeto njegovo poslovanje u Hrvatskoj. Amis je bio mjesni pružatelj fiksne telefonije, širokopojasnog pristupa internetu i televizijske usluge putem ADSL-a, kabelske i svjetlovodne infrastrukture na području Zagreba i okolice. U Hrvatskoj je prisutan od 2003. godine gdje je pokrivao više od 23 000 korisnika.
Metronet telekomunikacije d.d.
Nakon što je Agencija za zaštitu tržišnog natjecanja 2017. godine odobrila akviziciju Vipneta i Metronet telekomunikacija, završen je proces preuzimanja. Metronet je bio pružatelj telekomunikacijskih usluga za poslovne korisnike s više od 4300 korisnika i posjedovao je optičku infrastrukturu od 4000 kilometara. Vrijednost akvizicije nije objavljena.

## Gašenje 3G mreža
A1 Hrvatska najavila je gašenje 3G mreže za početak 2026. godine. Ovaj korak dio je globalnog trenda prelaska na naprednije tehnologije poput 4G i 5G, koje omogućuju veće brzine, stabilniji prijenos podataka i energetsku učinkovitost. Prelazak na modernije mreže zadovoljava rastuće potrebe korisnika i povećava kapacitet mreže.

## Uvođenje 5G mreže
Frekvecije 5G mreže koje je zakupio A1 su 700 MHz, riječ je o frekvencijskom području koje se oslobodilo prelaskom zemaljskog prikazivanja TV programa na DVB-T2 standard i 3,6 GHz u Zagrebu i Osijeku s brzinom do 1 Gbps i niskim kašnjenjem. Na dan 12. kolovoza 2021. godine 5G mreža službeno je postala dostupna svim pretplatnicima koji koriste tarife bez dodatne naknade.

## Vanjske poveznice
- A1 Hrvatska na Facebooku
- A1 Hrvatska na Twitteru
- A1 Hrvatska na Instagramu
- A1 Hrvatska na YouTubeu